# CupcakKe

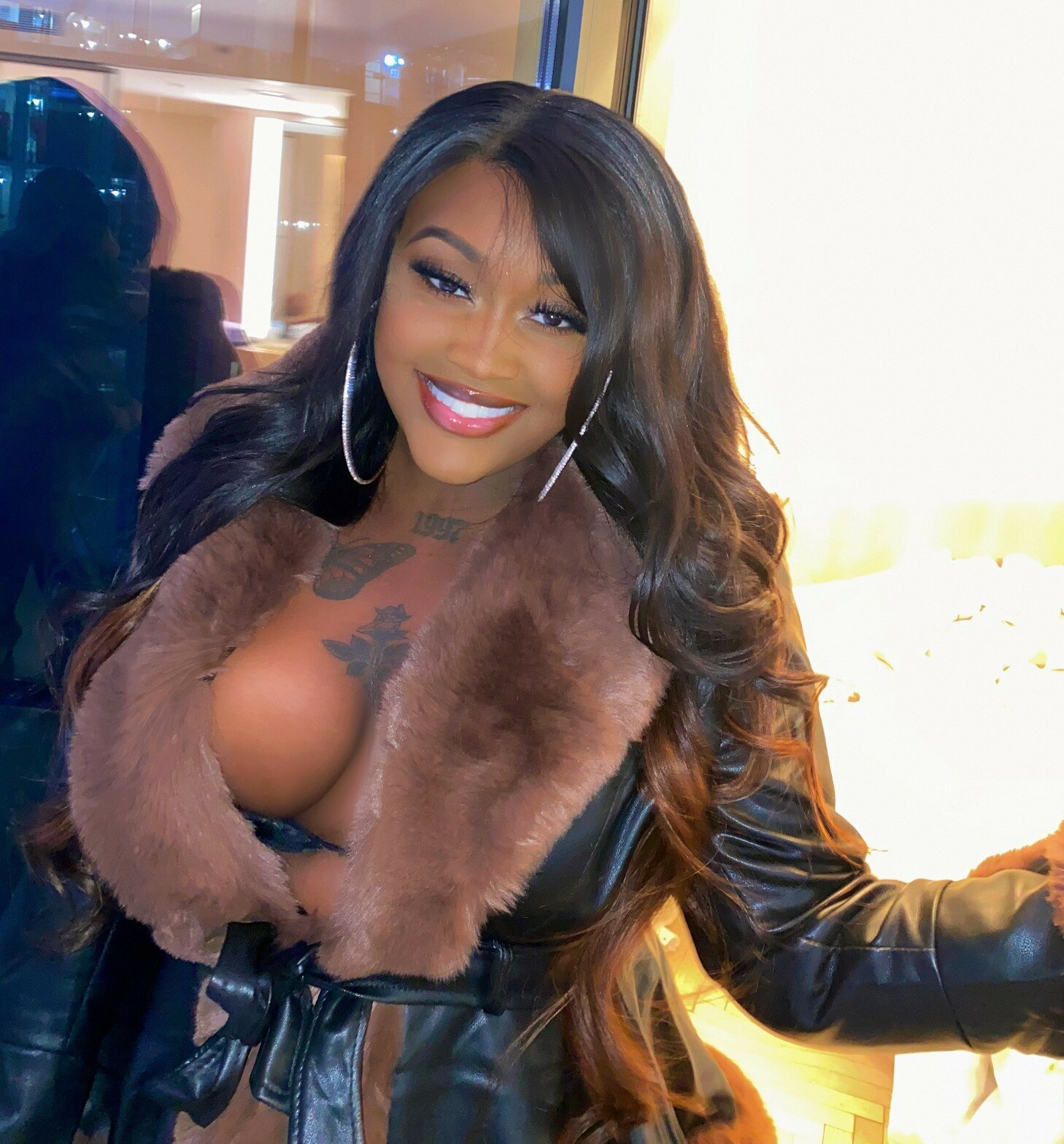
cupcakKe (2022)

Elizabeth Eden Harris (* 31. Mai 1997 in Chicago, Illinois), besser bekannt unter ihrem Künstlernamen cupcakKe, ist eine US-amerikanische Rapperin. Ihr zwischen Dirty Rap und Alternative Hip-Hop angesiedeltes musikalisches Schaffen zeichnet sich vor allem durch explizite, teilweise hypersexuelle Texte aus. Harris veröffentlichte bis 2018 zwei Mixtapes und vier Studioalben im Selbstverlag.

## Leben
Elizabeth Eden Harris wuchs nahe der Parkway Garden Homes, einem Wohnhauskomplex für untere Einkommensschichten, in Chicago auf. Angefangen im Alter von sieben Jahren verbrachte sie mit ihrer alleinerziehenden Mutter, einer Telefonverkäuferin, fast vier Jahre in Obdachlosenunterkünften. Mit zehn Jahren begann Harris, sich für ihre Kirchengemeinde zu engagieren, indem sie christliche Gedichte vortrug. Im Alter von 13 Jahren ermutigte sie ein Kirchgänger dazu, sich mit ihrer Poesie dem Rap zuzuwenden. Als erste Einflüsse nennt sie 50 Cent, Da Brat, Lil’ Kim und Kanye West. Während ihrer Schulzeit waren andere Rapper der lokalen Szene wie Lil Reese und Chief Keef ihre Weggefährten.

## Karriere

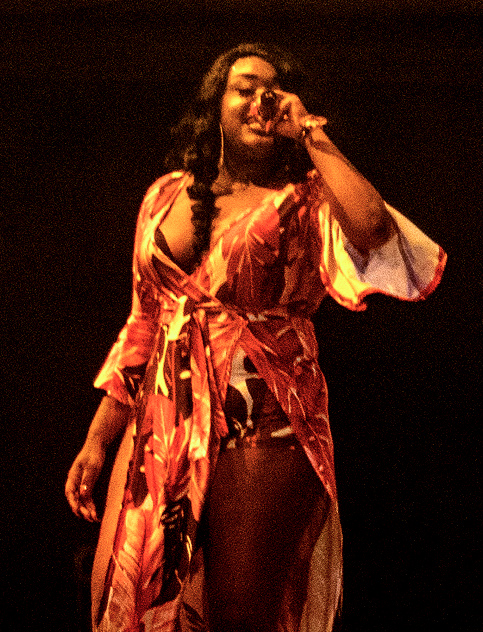
cupcakKe (2019)

Im Alter von 13 Jahren nahm Harris mit dem Ersparten ihrer Mutter ein erstes Demo auf und begann damit, Raps auf YouTube hochzuladen. Ende 2015 beschloss sie, inspiriert vom Khia-Hit My Back, My Neck (Lit It), sexuell-explizites Material zu schreiben. Die beiden selbstproduzierten Videos zu Vagina und Deepthroat wurden virale Erfolge und bescherten der Rapperin einen Popularitätsschub. Im Februar 2016 veröffentlichte sie unter dem Titel Cum Cake ihr erstes Mixtape. Nach ersten Auftritten in Chicago ließ sie im Juni ihr zweites Mixtape S.T.D (Shelters to Deltas) folgen und trat erstmals im Vereinigten Königreich auf.
Noch im Oktober desselben Jahres erschien CupcakKes erstes Studioalbum Audacious, welches Kritikerlob von Websites wie Pitchfork oder Rolling Stone erhielt. Im März 2017 hatte sie einen Gastauftritt auf dem Track Lipgloss der britischen Sängerin Charli XCX und veröffentlichte mit Queen Elizabitch ihr zweites Studioalbum. Nach zwei Nordamerikatourneen kündigten zwei Single-Auskopplungen ihr drittes Album Ephorize an, das im Januar 2018 erschien. Es erreichte Platz 20 der Billboard Independent Albums und Platz zwei der Heatseekers Charts. Für ihr viertes, nur zehn Monate später veröffentlichtes Album, Eden, holte sich Harris erstmals Unterstützung von verschiedenen Songwritern.
Im Januar 2019 geriet Harris mit einem suizidalen Tweet in die Schlagzeilen. Zur Untersuchung ihres psychischen Zustandes wurde sie von der Polizei in ein Krankenhaus gebracht und gab später an, seit längerer Zeit unter Depressionen zu leiden. Musikalische Weggefährtinnen wie Charli XCX und Iggy Azalea sprachen ihr daraufhin in den sozialen Medien Mut zu. Nur drei Tage später veröffentlichte sie die Single Squidward Nose, im April ließ sie unter dem Titel Old Town Hoe einen eigenen Remix des Charttoppers Old Town Road folgen. Im September gab Harris in einem Instagram-Livevideo völlig überraschend ihr Karriereende bekannt. Sie kündigte an, ihre Musik von sämtlichen Streaming-Plattformen entfernen zu wollen, und begründete diesen Schritt damit, ihre Inhalte würden die „Jugend korrumpieren“.
Nachdem sie ihre Social-Media-Accounts vorübergehend deaktiviert hatte, stellte Harris bereits Anfang November mit den Worten „Jesus fasted for 40 days & so did I...... nov 16th“ ein Comeback in Aussicht. Im Frühling 2020 veröffentlichte sie wieder drei Singles.

## Stil
Harris alias CupcakKe wird von Allmusic den Stilrichtungen Dirty Rap und Alternative Hip-Hop zugeordnet. Ihre ersten textlich und visuell expliziten Veröffentlichungen aus dem Jahr 2015 brachten ihr Vergleiche mit Rapperinnen wie Lil’ Kim, Foxy Brown und Gangsta Boo ein. Als mögliche Einflüsse werden außerdem Nicki Minaj und King Louie genannt. Viele ihrer humorvollen, verspielten Songs und Videos behandeln das Thema Sexualität in graphischer Detailliertheit, was YouTube 2018 dazu veranlasste, mehrere ihrer Videos vorübergehend von der Plattform zu entfernen. Darüber hinaus sprechen CupcakKes Texte auch ernste Themen wie Kindesmissbrauch (Pedophile), rassistisch motivierte Polizeigewalt (Picking Cotton) oder LGBTQ-Empowerment (Crayons) an. In Reality, Pt. 2 thematisiert sie a cappella ihre Erfahrungen mit Armut und Obdachlosigkeit: „So listen... barely eating, so I thank God for this bite / No light, food or gas, but I thank God for them nights.“

“As she’s applied herself to albums, as opposed to stand-alone videos, Harris’s most audaciously filthy singles work as gateways to confessional, cathartic songs about real life that feel more like poetry than comedy, as revealing as her raunchiest anthems.”

„Indem sich Harris auf Alben anstelle von einzelnen Videos konzentriert, wirken ihre kühnsten, schmutzigsten Singles als Tore zu konfessionellen, kathartischen Songs über das echte Leben, die sich mehr wie Poesie als Comedy anfühlen, aber genauso freizügig wie ihre vulgärsten Hymnen.“

Laut Meaghan Garvey von MTV repräsentiert die technisch versierte Rapperin CupcakKe mit ihrem schlüpfrig-eigenwilligen Witz den Typ der „unlikeable woman“. Ihr Werk erinnere bezüglich Kompromisslosigkeit und Originalität an die Künstlerin Tracey Emin und die Schriftstellerin Jenny Zhang. Harris, die sich privat im Gegensatz zu ihrer Bühnenpersona als ruhig und zurückhaltend beschreibt, legt Wert darauf, nicht als Witz oder Meme abgetan zu werden. Angebotene Plattenverträge lehnte sie bisher aus Angst um ihre künstlerische Freiheit ab.

## Diskografie
Studioalben
- 2016: Audacious
- 2017: Queen Elizabitch
- 2018: Ephorize
- 2018: Eden

Mixtapes
- 2016: Cum Cake
- 2016: S.T.D (Shelters to Deltas)

Singles
- 2015: Vagina
- 2015: Deepthroat (US: Gold)[10]
- 2016: Juicy Coochie
- 2016: Best Dick Sucker
- 2016: Panda (Remix) (Desiigner-Cover)
- 2016: Picking Cotton
- 2017: Cumshot
- 2017: Biggie Smalls
- 2017: Exit
- 2017: Cartoons
- 2018: Quiz
- 2018: Hot Pockets
- 2018: Blackjack
- 2019: Squidward Nose
- 2019: Bird Box
- 2019: Ayesha
- 2019: Whoregasm
- 2019: Grilling Niggas
- 2020: Lawd Jesus
- 2020: Lemon Pepper
- 2020: Discounts

Gastbeiträge (Auswahl)
- 2017: Lipgloss (Charli XCX feat. CupcakKe)
- 2017: I Got It (Charli XCX feat. Brooke Candy, CupcakKe & Pabllo Vittar)
- 2018: Iced Out Dick (Lil Phag feat. CupcakKe)
- 2018: LMK (What’s Really Good) (Kelela feat. Princess Nokia, CupcakKe & Junglepussy)
- 2019: Safari Zone (Aja feat. CupcakKe)
- 2019: Shake It (Charli XCX feat. Big Freedia, Brooke Candy, CupcakKe & Pabllo Vittar)